# Campeonato Sul e Centro-Americano de Handebol Feminino de 2024
O Campeonato Sul e Centro-Americano de Handebol Feminino de 2024 foi a quarta edição do campeonato e sendo realizado entre os dias de 26 a 30 de novembro de 2024 em Niterói, Brasil sob a organização da Confederação Sul e Centro Americana de Handebol. É a segunda vez na história que o campeonato é organizado pela Confederação Brasileira de Handebol. Também atua como torneio de qualificação para o Campeonato Mundial de Handebol Feminino de 2025, com as três primeiras equipes se classificando.
O Brasil conquistou seu quarto título em quatro edições com uma vitória sobre a Argentina.

## Formato
O formato contou com 6 seleções jogando em formato de todos contra todos em formato de turno único. Os três primeiros colocados garante vaga no próximo Mundial Feminino. O primeiro colocado terminará como campeão.

## Qualificação

### Histórico dos Classificados
| País        | Participações anteriores |
| ----------- | ------------------------ |
| Argentina   | 3 (2018, 2021, 2022)     |
| Brasil      | 3 (2018, 2021, 2022)     |
| Chile       | 3 (2018, 2021, 2022)     |
| El Salvador | 0 (estreante)            |
| Paraguai    | 3 (2018, 2021, 2022)     |
| Uruguai     | 3 (2018, 2021, 2022)     |

1 Negrito indica o campeão do referido ano
2 Itálico indica país sede do referido campeonato

## Árbitros
| Argentina | Mariana Garcia Maria Ines Paolantoni |
| Brasil    | Lucas Dezembro Guilherme Gonçalves   |
| Uruguai   | Cristian Lemes Mathias Sosa          |
| Uruguai   | German Araujo Nicolas Perdomo        |

## Classificação
|  | Qualificadas para o Mundial |

Critérios de desempate: 1) pontos; 2) confronto direto; 3) diferença de gols no confronto direto; 4) número de gols feitos no confronto direto; 5) diferença de gols.
| Pos | Equipe      | Pts | J | V | E | D | GP  | GC  | SG   |
| --- | ----------- | --- | - | - | - | - | --- | --- | ---- |
| 1   | Brasil      | 10  | 5 | 5 | 0 | 0 | 195 | 69  | +126 |
| 2   | Argentina   | 8   | 5 | 4 | 0 | 1 | 165 | 107 | +58  |
| 3   | Uruguai     | 6   | 5 | 3 | 0 | 2 | 139 | 110 | +29  |
| 4   | Paraguai    | 4   | 5 | 2 | 0 | 3 | 136 | 132 | +4   |
| 5   | Chile       | 2   | 5 | 1 | 0 | 4 | 111 | 140 | −29  |
| 6   | El Salvador | 0   | 5 | 0 | 0 | 5 | 41  | 229 | −188 |

## Resultados
Todos as partidas estão no fuso oficial de Brasilia.
| 26 de Novembro 14:00 | Argentina | 45–9      | El Salvador        | Colégio Niterói, Niterói Público: 80 Árbitros: Dezembro, Gonçalves |
| 26 de Novembro 14:00 | Dalle 9   | (21–5)    | Sandoval, Rivera 3 | Colégio Niterói, Niterói Público: 80 Árbitros: Dezembro, Gonçalves |
| 26 de Novembro 14:00 | 2×        | Relatório | 5×                 | Colégio Niterói, Niterói Público: 80 Árbitros: Dezembro, Gonçalves |

| 26 de Novembro 16:30 | Chile   | 21–28     | Paraguai | Colégio Niterói, Niterói Público: 100 Árbitros: Lemes, Sosa |
| 26 de Novembro 16:30 | Araya 6 | (7–11)    | Acuña 6  | Colégio Niterói, Niterói Público: 100 Árbitros: Lemes, Sosa |
| 26 de Novembro 16:30 | 4×      | Relatório | 6× 1×    | Colégio Niterói, Niterói Público: 100 Árbitros: Lemes, Sosa |

| 26 de Novembro 19:00 | Brasil             | 34–20     | Uruguai                      | Colégio Niterói, Niterói Público: 200 Árbitros: García, Paolantoni |
| 26 de Novembro 19:00 | Bolzan, De Paula 5 | (17–9)    | Gonzalez, Guichon, Eastman 3 | Colégio Niterói, Niterói Público: 200 Árbitros: García, Paolantoni |
| 26 de Novembro 19:00 | 4× 1×              | Relatório | 1×                           | Colégio Niterói, Niterói Público: 200 Árbitros: García, Paolantoni |

| 27 de Novembro 14:00 | El Salvador  | 13–38     | Chile    | Colégio Niterói, Niterói Público: 300 Árbitros: Araújo, Perdomo |
| 27 de Novembro 14:00 | Reyes, Saz 3 | (8–20)    | Müller 8 | Colégio Niterói, Niterói Público: 300 Árbitros: Araújo, Perdomo |
| 27 de Novembro 14:00 | 3×           | Relatório | 1×       | Colégio Niterói, Niterói Público: 300 Árbitros: Araújo, Perdomo |

| 27 de Novembro 16:30 | Uruguai                      | 18–32     | Argentina        | Colégio Niterói, Niterói Público: 180 Árbitros: Dezembro, Gonçalves |
| 27 de Novembro 16:30 | M. Barreiro, Bianco, Golda 3 | (9–16)    | Casasola, Sans 7 | Colégio Niterói, Niterói Público: 180 Árbitros: Dezembro, Gonçalves |
| 27 de Novembro 16:30 | 2×                           | Relatório | 1×               | Colégio Niterói, Niterói Público: 180 Árbitros: Dezembro, Gonçalves |

| 27 de Novembro 19:00 | Paraguai   | 13–40     | Brasil     | Colégio Niterói, Niterói Público: 400 Árbitros: García, Paolantoni |
| 27 de Novembro 19:00 | Portillo 4 | (7–23)    | Cardoso 10 | Colégio Niterói, Niterói Público: 400 Árbitros: García, Paolantoni |
| 27 de Novembro 19:00 | 2×         | Relatório | 1×         | Colégio Niterói, Niterói Público: 400 Árbitros: García, Paolantoni |

| 28 de Novembro 14:00 | Argentina | 30–23 | Chile | Colégio Niterói, Niterói Árbitros: Araújo, Perdomo |
| 28 de Novembro 14:00 | (12–12)   |       |       | Colégio Niterói, Niterói Árbitros: Araújo, Perdomo |
| 28 de Novembro 14:00 |           |       |       | Colégio Niterói, Niterói Árbitros: Araújo, Perdomo |

| 28 de Novembro 16:30 | Uruguai | 25–20 | Paraguai | Colégio Niterói, Niterói Árbitros: García, Paolantoni |
| 28 de Novembro 16:30 | (11–11) |       |          | Colégio Niterói, Niterói Árbitros: García, Paolantoni |
| 28 de Novembro 16:30 |         |       |          | Colégio Niterói, Niterói Árbitros: García, Paolantoni |

| 28 de Novembro 19:00 | Brasil      | 48–3      | El Salvador | Colégio Niterói, Niterói Público: 450 Árbitros: Lemes, Sosa |
| 28 de Novembro 19:00 | Quintino 11 | (25–1)    | Reyes 2     | Colégio Niterói, Niterói Público: 450 Árbitros: Lemes, Sosa |
| 28 de Novembro 19:00 |             | Relatório | 1×          | Colégio Niterói, Niterói Público: 450 Árbitros: Lemes, Sosa |

| 29 de Novembro 14:00 | El Salvador      | 6–49      | Uruguai    | Colégio Niterói, Niterói Público: 80 Árbitros: Dezembro, Gonçalves |
| 29 de Novembro 14:00 | Escalante, Saz 2 | (3–23)    | Barreiro 8 | Colégio Niterói, Niterói Público: 80 Árbitros: Dezembro, Gonçalves |
| 29 de Novembro 14:00 | 2×               | Relatório | 2×         | Colégio Niterói, Niterói Público: 80 Árbitros: Dezembro, Gonçalves |

| 29 de Novembro 16:30 | Argentina | 36–26     | Paraguai | Colégio Niterói, Niterói Público: 150 Árbitros: Lemes, Sosa |
| 29 de Novembro 16:30 | Urban 8   | (18–12)   | Acuña 6  | Colégio Niterói, Niterói Público: 150 Árbitros: Lemes, Sosa |
| 29 de Novembro 16:30 | 6× 1×     | Relatório | 3× 2× 1× | Colégio Niterói, Niterói Público: 150 Árbitros: Lemes, Sosa |

| 29 de Novembro 19:00 | Chile                     | 11–42     | Brasil                | Colégio Niterói, Niterói Público: 450 Árbitros: Araújo, Perdomo |
| 29 de Novembro 19:00 | Araya, Galvez, Riquelme 2 | (4–19)    | De Paula, Guarieiro 5 | Colégio Niterói, Niterói Público: 450 Árbitros: Araújo, Perdomo |
| 29 de Novembro 19:00 | 1×                        | Relatório | 2×                    | Colégio Niterói, Niterói Público: 450 Árbitros: Araújo, Perdomo |

| 30 de Novembro 14:00 | Paraguai   | 49–10     | El Salvador | Colégio Niterói, Niterói Público: 80 Árbitros: Araújo, Perdomo |
| 30 de Novembro 14:00 | Portillo 8 | (21–4)    | Sandoval 3  | Colégio Niterói, Niterói Público: 80 Árbitros: Araújo, Perdomo |
| 30 de Novembro 14:00 | 1×         | Relatório | 3×          | Colégio Niterói, Niterói Público: 80 Árbitros: Araújo, Perdomo |

| 30 de Novembro 16:30 | Chile    | 18–27     | Uruguai              | Colégio Niterói, Niterói Público: 300 Árbitros: García, Paolantoni |
| 30 de Novembro 16:30 | Müller 5 | (8–9)     | Barreiro, Torunier 4 | Colégio Niterói, Niterói Público: 300 Árbitros: García, Paolantoni |
| 30 de Novembro 16:30 | 4×       | Relatório | 2×                   | Colégio Niterói, Niterói Público: 300 Árbitros: García, Paolantoni |

| 30 de Novembro 19:00 | Brasil     | 31–22     | Argentina | Colégio Niterói, Niterói Público: 650 Árbitros: Lemes, Sosa |
| 30 de Novembro 19:00 | De Paula 6 | (17–11)   | Cavo 6    | Colégio Niterói, Niterói Público: 650 Árbitros: Lemes, Sosa |
| 30 de Novembro 19:00 | 2× 1× 2×   | Relatório | 4× 1×     | Colégio Niterói, Niterói Público: 650 Árbitros: Lemes, Sosa |

## Classificação Final
| Rank | Seleção     |
| ---- | ----------- |
| 1    | Brasil      |
| 2    | Argentina   |
| 3    | Uruguai     |
| 4    | Paraguai    |
| 5    | Chile       |
| 6    | El Salvador |

|  | Classificada para o Campeonato Mundial de Handebol Feminino de 2025 |